# François Girard
François Girard (Saint-Félicien, Quebec; 12 de enero de 1963) es un guionista y director de cine canadiense, conocido por las películas Silk, El violín rojo y Thirty Two Short Films About Glenn Gould, esta última sobre la vida del pianista prodigio Glenn Gould.

## Filmografía
- Silk (2007)
- El violín rojo (1998)
- Thirty Two Short Films About Glenn Gould (1993)
- Cargo (1990)
- Cirque du Soleil ZED (2008)
- Cirque du Soleil ZARKANA (2011)
- La canción de los nombres olvidados (2019)